# لوسيل كارتر
لوسيل كارتر (بالإنجليزية: Lucile Carter) هي نجمة اجتماعية أمريكية، ولدت في 8 أكتوبر 1875 في بالتيمور في الولايات المتحدة، وتوفيت في 26 أبريل 1934 في فيلانوفا ‏ في الولايات المتحدة بسبب نوبة قلبية.

## معرض صور

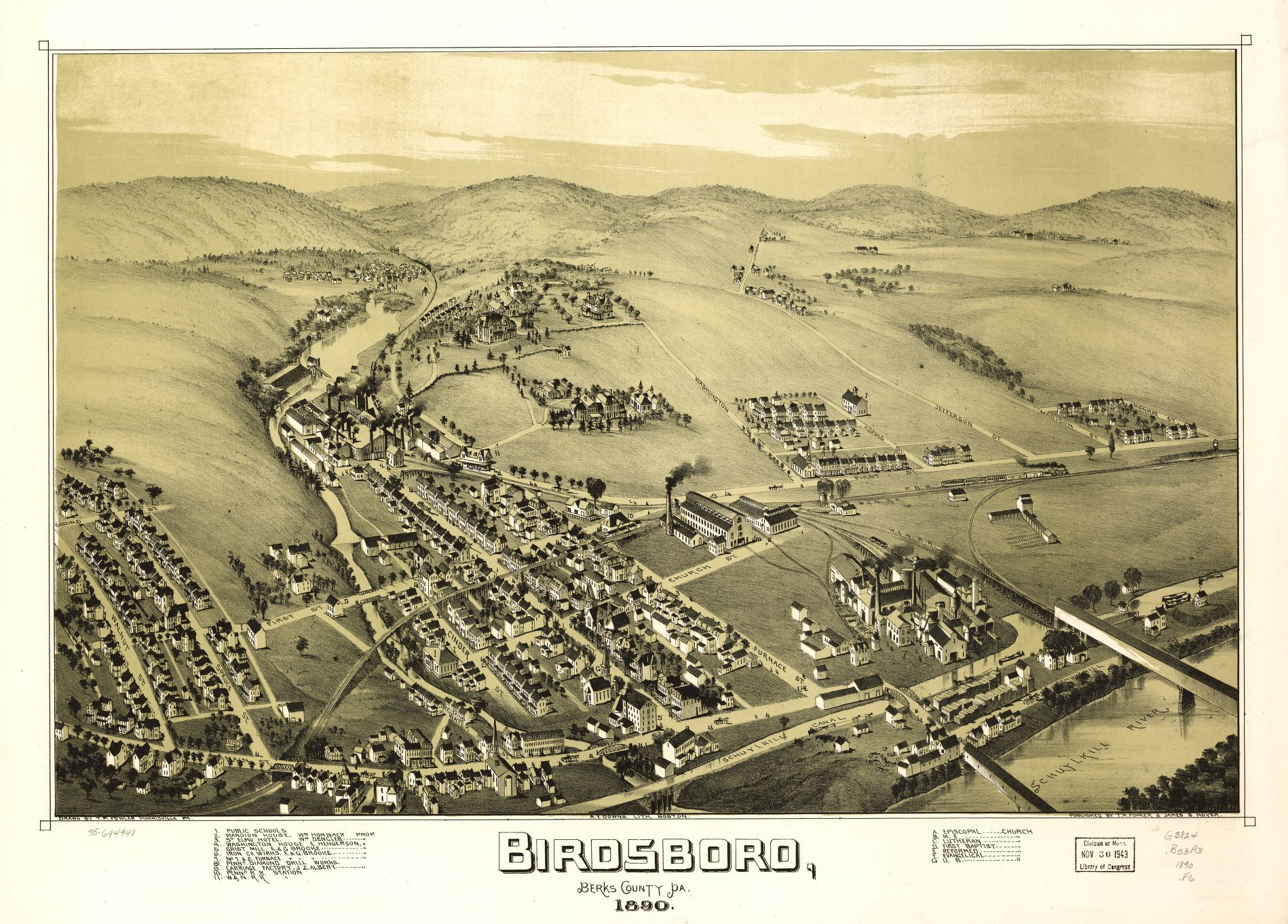
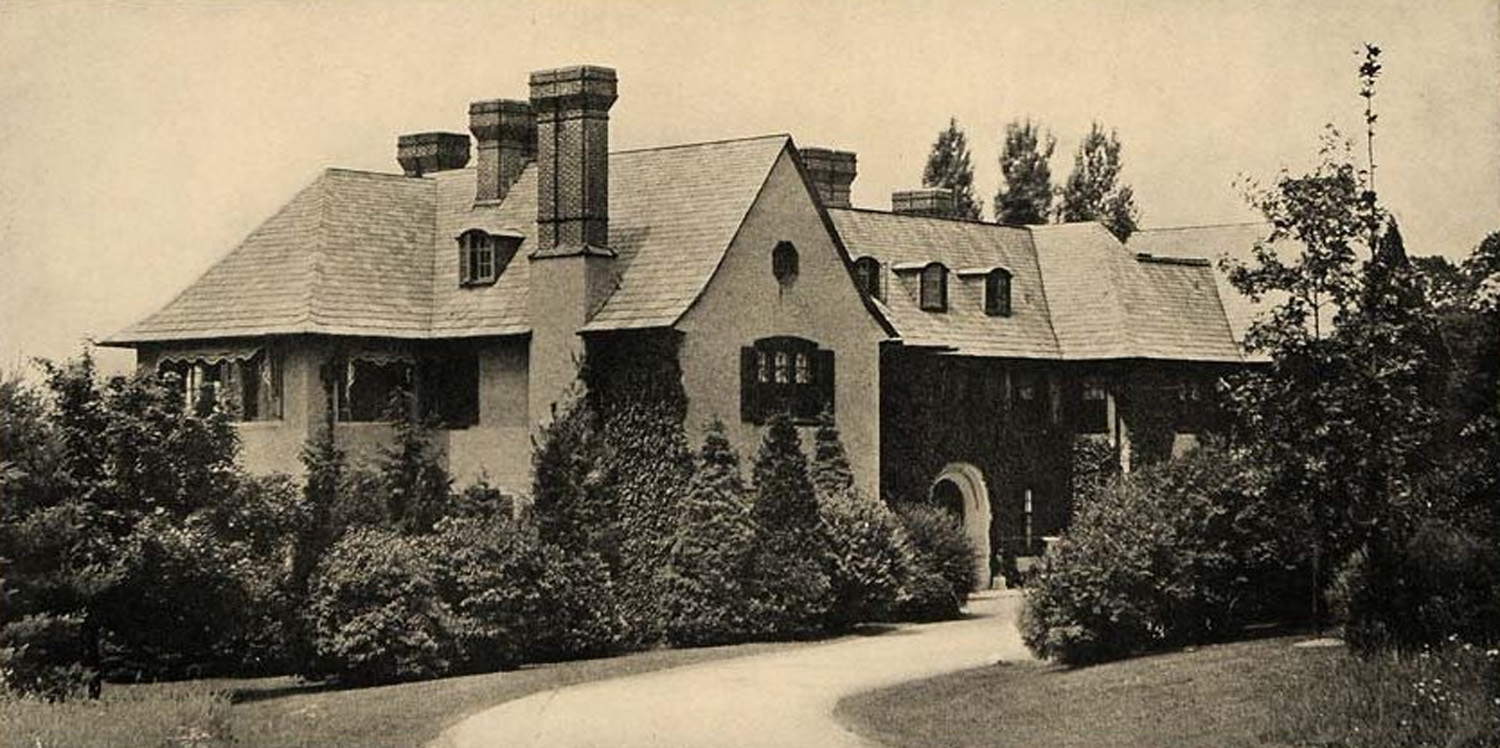
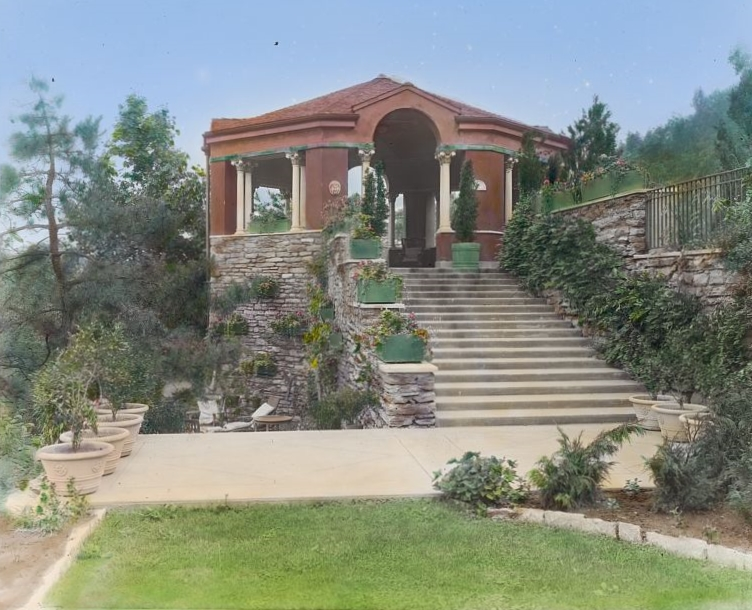